# Johannes Baptist Kleefisch
Johannes Baptist Kleefisch (* 8. November 1862 in Köln; † 3. Januar 1932 ebenda) war ein deutscher Architekt und Baubeamter.

## Leben und Wirken

### Werdegang
Kleefisch studierte Bauingenieurwesen an der RWTH Aachen und wurde Mitglied der akademische Verbindung Delta, des späteren Corps Delta. Anschließend war er für die Regierung in Düsseldorf tätig und zwischen den Jahren 1886 bis 1894 als Regierungsbaumeister an der Planung des neuen Kölner Hauptbahnhofs beteiligt. 1898 wechselte Kleefisch in das Hochbauamt der Stadt Köln, in dem er zunächst als Stadtbauinspektor und zuletzt als Baurat tätig war. Im Jahr 1926 wurde er zum Leiter des Bauwirtschaftsamtes ernannt.

### Tätigkeiten für die stadtkölnischen Behörden
Kleefisch arbeitete in der kommunalen Bauverwaltung der Stadt Köln. Unter seiner Mitwirkung entstanden beispielsweise 1900/1901 das Südpark-Restaurant und in den Jahren 1902 bis 1904 die Feuerwache IV Köln-Süd.
Ab 1906 plante Kleefisch den Erweiterungsbau des Marienheims im linksrheinischen Merheim (heute Weidenpesch). In den Jahren 1905 bis 1909 entstand nach seinen Entwürfen die Krankenanstalt Lindenburg, aus der die heutigen Kliniken der Universitätskliniken hervorgingen. Er bediente sich dabei sowohl des Korridor- als auch des Pavillonsystems.
Für seine Verdienste um das Entstehen dieser Kliniken verlieh ihm die Universität zu Köln im Jahr 1923 die Ehrendoktorwürde.
Nach diesem Projekt wurden im Jahr 1909 unter der Leitung Kleefischs Umbauten des Augusta Hospitals an der Zülpicher Straße 41 (heute Institutsgelände der Universität) durchgeführt. Als größtes bisher bekanntes Bauvorhaben folgte im Jahr 1927/28 die Anlage des Herz-Jesu-Heimes an der Mainzer Straße 55–57 – in diesem Fall in Zusammenarbeit mit den Architekten Böll und G. Neuhaus.
Kleefisch plante ebenfalls das 1912 eröffnete Neptunbad am Neptunplatz in Köln-Ehrenfeld.
Der im Jahr 1914 errichtete, heute am Rand des Mülheimer Stadtgartens stehende Tierbrunnen des Bildhauers Wilhelm Albermann, verweist in einer Inschrift auf den 1932 verstorbenen Baurat Kleefisch.

## Ehrungen
- 1902: preußischer Kronen-Orden IV. Klasse[8]

## Schriften
- Die Neu- und Umbauten der städtischen Krankenanstalt Lindenburg in Köln. In: Zeitschrift für Bauwesen. Nr. 7, 1911, Sp. 397–442 (zlb.de).
- Eine neue städtische Badeanstalt in Köln-Ehrenfeld. In: Zentralblatt der Bauverwaltung. Nr. 7, 1913, S. 46–49 (zlb.de).
- Städtische Heil- und Erziehungsanstalt für Krüppel in Köln a. Rhein, Stiftung Dr. Dormagen. In: Zentralblatt der Bauverwaltung. Nr. 31, 1915, S. 187–189, hier S. 202–205 (zlb.de).